# نادي هورسينس لكرة السلة
نادي هورسينس لكرة السلة (بالدنماركية: Horsens IC)‏ هو فريق كرة سلة دانمركي للمحترفين تأسس في سنة 1978 يقع مقره في هورسينس. يلعب في الدوري الدنماركي لكرة السلة.

## الإنجازات
- الدوري الدنماركي لكرة السلة: 6

1992، 1994، 1998، 2006، 2014–15، 2015–16
- كأس الدنمارك لكرة السلة: 3

1992، 1995، 2015

## وصلات خارجية
- الموقع الرسمي